# Renault Frégate
Renault Frégate är en personbil, tillverkad av den franska biltillverkaren Renault mellan 1951 och 1960.

## Historik
Louis Renault hade byggt bilar i alla storleksklasser före andra världskriget, även åttacylindriga lyxbilar. Efter förstatligandet vid krigsslutet hade Renault bara byggt en modell, småbilen 4 CV. På bilsalongen i Paris 1950 debuterade det nya flaggskeppet Renault Frégate. Produktionsstarten dröjde något och de första bilarna levererades i november 1951. 
Konstruktionen var mycket modern, med självbärande kaross och individuell hjulupphängning med skruvfjädrar runt om. Motorn var en tvåliters fyra. 1954 ökades motoreffekten. För den som ändå inte var nöjd erbjöds en större motor från 1956. Samtidigt introducerades kombimodellen Renault Domaine. Från 1957 erbjöds den halvautomatiska växellådan Transfluide.
Flera av de gamla ärevördiga franska karossbyggarna erbjöd specialkarosser till Frégate-modellen. Letourneur et Marchand byggde en cabriolet-version som såldes via Renaults återförsäljare.

## Motor[2]
| Modell | Motor              | Cylindervolym | Effekt   | Bränslesystem   |
| ------ | ------------------ | ------------- | -------- | --------------- |
|        | 4-cyl radmotor ohv | 1997 cm³      | 58-65 hk | Enkel förgasare |
|        | 4-cyl radmotor ohv | 2141 cm³      | 77 hk    | Enkel förgasare |